# 加藤精一 (仏教学者)
加藤 精一（かとう せいいち、1936年  - ）は、東京出身の真言宗の学僧、仏教学者、大正大学名誉教授。

## 経歴
父は加藤純隆、祖父は加藤精神。1960年 慶應義塾大学法学部法律学科卒業。1971年大正大学大学院文学研究科仏教学科修了。1987年「弘法大師の仏陀観とその成立過程の研究」で文学博士。大正大学教授。2007年定年、名誉教授。
南蔵院住職。1995年 密教学芸賞。2010年 真言宗豊山派総本山長谷寺第86世能化。2014年 真言宗長者。全日本仏教会会長。

## 著書
- 『いま、空海の救い 生き悩み、生き詰まっているあなたに』講談社オレンジバックス 1984
- 『密教の仏身観』春秋社 1989年
- 『弘法大師空海伝』春秋社 1989年
- 『弘法大師の風光』春秋社 1991
- 『日本密教の形成と展開』春秋社 1994年
- 『弘法大師の人間学』春秋社 1996年
- 『空海入門』大蔵出版 1999年、角川ソフィア文庫 2012年
- 『弘法大師思想論』春秋社 2002
- 『弘法大師空海論考 研究と評論』春秋社 2006
- 『弘法大師空海伝十三講 その生涯・思想の重要課題とエピソード』大法輪閣 2015

### 翻訳ほか
- 『弘法大師・空海を読む 即身成仏義・弁顕密二教論・般若心経秘鍵・三昧耶戒序』訳著 大法輪閣 2002
- 『空海「三教指帰」』角川ソフィア文庫・ビギナーズ日本の思想、加藤純隆共訳 2007
- 『空海「秘蔵宝鑰」 こころの底を知る手引き』角川ソフィア文庫・ビギナーズ日本の思想、加藤純隆共訳 2010
- 『空海「般若心経秘鍵」』角川ソフィア文庫・ビギナーズ日本の思想 編 2011
- 『空海「即身成仏義」「声字実相義」「吽字義」』角川ソフィア文庫・ビギナーズ日本の思想 編 2013
- 『空海「弁顕密二教論」』角川ソフィア文庫・ビギナーズ日本の思想 編 2014
- 『空海「性霊集」抄』真済編、角川ソフィア文庫・ビギナーズ日本の思想 2015

- 記念論集『真言密教と日本文化 加藤精一博士古稀記念論文集』大正大学真言学豊山研究室・加藤精一博士古稀記念論文集刊行会編 ノンブル 2007

## 所属学会
- 日本印度学仏教学会
- 日本密教学会
- 日本仏教学会